# Scandal (serie televisiva 2008)
Scandal è un dorama autunnale prodotto e mandato in onda da TBS in 10 puntate nel 2008. La storia racconta di quattro donne, delle loro esperienze di vita e del significato che danno a ciò che hanno creato fino a quel momento, dal lavoro alla famiglia.

## Protagonisti
- Kyoka Suzuki - Takayanagi Takako
- Kyōko Hasegawa - Kawai Hitomi
- Kazue Fukiishi - Samejima Mayuko
- Kaori Momoi - Shindo Tamaki
- Naho Toda - Shiraishi Risako
- Ikki Sawamura - Takayanagi Hidenori
- Moe Arai - Takayanagi Saki
- Ken Mitsuishi - Kawai Yuichi
- Runa Matsumoto - Kawai Nana
- Shinon Hirano - Kawai Haruhiko
- Kenichi Endo - Samejima Kenji
- Yoshizumi Ishihara - Shindo Tetsuo
- Toranosuke Kato - Kukita Keisuke
- Huromi Ueda - Kawashima Reiji
- Yoshihiko Hosoda - Mizutani Hayato
- Fumiyo Kohinata - Katsunuma Ryutaro
- Masahiro Kohama - Amari Toshiki
- Saori Takizawa - Ukita Natsuko

## Sigla
LOVE -winter song- di Miho Fukuhara

## Sito ufficiale
Sito ufficiale